# ミハイロ・コチュビンスキー
ミハイロ・ミハイロヴィチ・コチュビンスキー（ウクライナ語: Михайло Михайлович Коцюбинський、1864年9月17日 - 1913年4月25日）は、ウクライナの印象派作家、民族誌学者、市民活動家。 

## 生涯

### 幼少期
コチュビンスキーは1864年9月17日、ポジーリャヴィーンヌィツャで書記官の家庭に生まれた。敬虔な正教徒であった父親は穏やかで優しい性格で知られていたが、引越しが頻繁に続き、そのために一家は貧困に苦しむことになった。母親は没落したポーランド貴族のルドゥルジ家家系の出身であった。彼女は、息子ミハイロに民話や歌の世界を教え込み、彼の豊かな想像力を育んだ。コチュビンスキーは後に母親を「自分の魂の太陽」と呼ぶほど、深い愛情と尊敬の念を抱いていた。

### 学生時代
1875年、コチュビンスキーはヴィーンヌィツャの神学校に入学した。しかし、1876年に父親が視力を失って仕事ができなくなったため、退学を余儀なくされた。家族を支えるため、コチュビンスキーは家庭教師をしながら独学で勉強を続けた。

### 初期の執筆活動とその影響
1880年、コチュビンスキーは家族とともに、現在のモルドバにあるシュテファネシュティ村に移り住んだ。そこで彼は地方統計局の書記官としての職を得た。この間、彼はウクライナの民俗や文化に触れ、この経験が彼の後の作品に大きな影響を与えた。
コチュビンスキーは、ウクライナの著名な作家であるタラス・シェフチェンコやイヴァン・ネチュイ＝レヴィツキーの作品に影響を受けた。これらの作家たちの影響は彼の作品に散見される。

### 文筆活動
コチュビンスキーの最初の短編小説『アンドリー・ソロヴィコ』は、1890年にリヴィウの雑誌『ドリア』に掲載された。その後、彼は『ファタ・モルガーナ』（1904年）、『石の上の花』（1905年）、『人間の血は水ではない』（1905年）、『忘れられた祖先の影』（1911年）など、数多くの短編小説や小説を執筆した。彼の作品はウクライナの農民の生活、社会的不公正、人間の精神に対する自然の力などをテーマとしていた。
コチュビンスキーの作品はその美しい文体、鮮明なイメージ、深い心情描写で高く評価されている。彼はウクライナ文学において最も重要な作家の一人とみなされており、彼の作品は多くの言語に翻訳されている。

### 政治活動
文壇での活動に加えて、コチュビンスキーはウクライナの文化や政治にも積極的に関与した。彼はウクライナ語の保護と振興を訴え、ロシア帝国によるウクライナ文化の抑圧に反対する運動に参加した。

### 晩年と後世への影響
コチュビンスキーは1913年4月25日、心臓病によって48歳で亡くなった。彼はチェルニーヒウに埋葬されている。コチュビンスキーの死後、彼の作品はウクライナ文学に大きな影響を与え続けた。彼の生家は現在、博物館となっており、彼の生涯や作品を紹介している。コチュビンスキーの故郷であるビンニツァには、コチュビンスキー博物館がある。また、ウクライナの多くの都市の通りや広場に、彼の名前が付けられている。